# 준금속
| | 13          | 14        | 15          | 16        | 17          |
| --- | ----------- | --------- | ----------- | --------- | ----------- |
| 2 | B 붕소      | C 탄소    | N 질소      | O 산소    | F 플루오린  |
| 3 | Al 알루미늄 | Si 규소   | P 인        | S 황      | Cl 염소     |
| 4 | Ga 갈륨     | Ge 저마늄 | As 비소     | Se 셀레늄 | Br 브로민   |
| 5 | In 인듐     | Sn 주석   | Sb 안티모니 | Te 텔루륨 | I 아이오딘  |
| 6 | Tl 탈륨     | Pb 납     | Bi 비스무트 | Po 폴로늄 | At 아스타틴 |
| 주기율표에서 준금속. 대체로 준금속으로 분류한다 경우에 따라 준금속으로 분류한다 준금속으로 분류하는 경우가 적다 준금속으로 분류하는 경우는 드물다 금속과 비금속의 경계 |             |           |             |           |             |

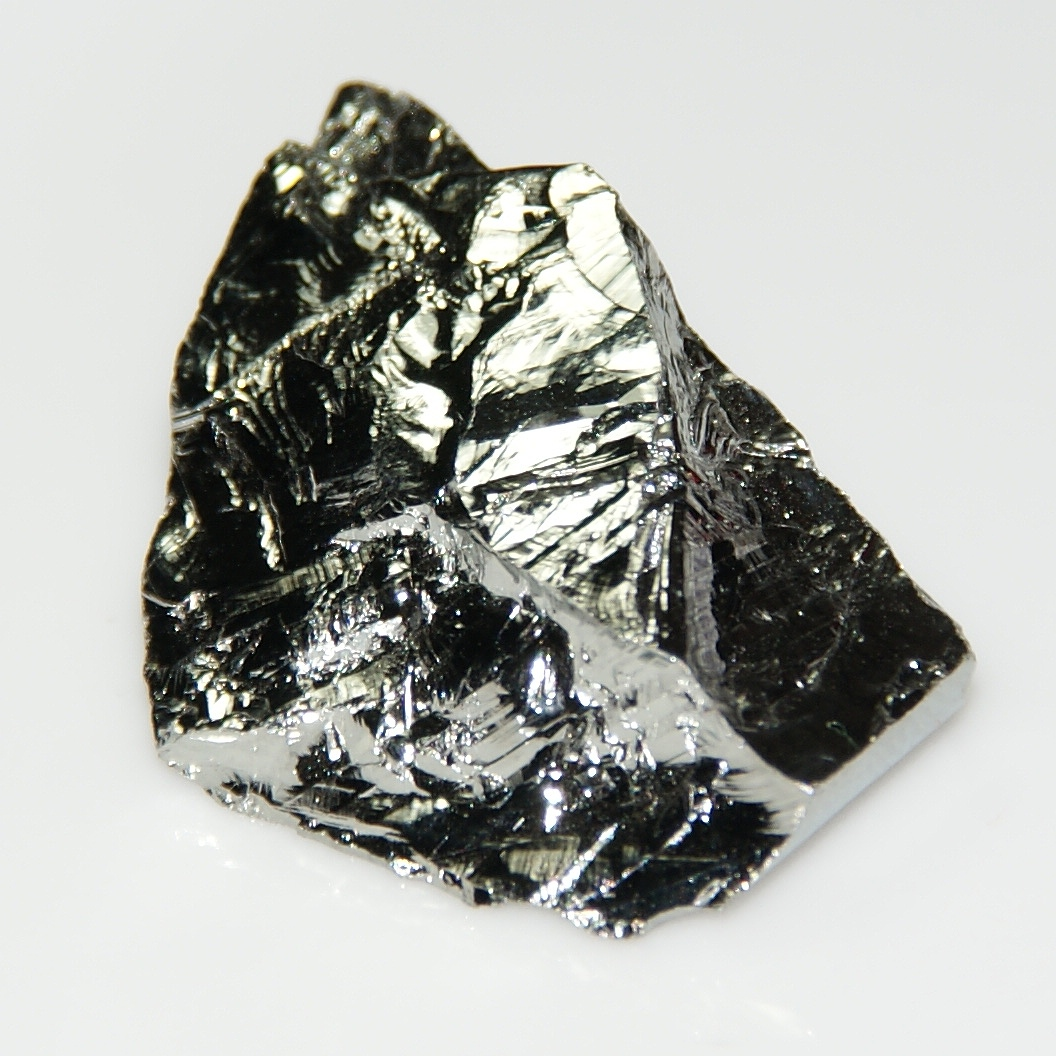

준금속(metalloid, 準金屬)은 금속과 비금속의 중간 성질을 가진 화학 원소의 계열이다. 정의 자체가 모호하며, 명확한 정의나 분류 기준은 따로 없으며, 다양한 방법으로 분류가 되고 있다.
일반적으로 붕소, 규소, 저마늄, 비소, 안티모니, 텔루륨의 여섯 원소를 준금속으로 분류하며, 경우에 따라 탄소나 알루미늄, 셀레늄, 폴로늄, 아스타틴도 준금속에 넣기도 한다. 주기율표에서는 p-구역을 따라 대각선으로 배치된다. 일부 주기율표에서는 원소를 금속과 비금속의 둘로 분류하며, 이 둘의 경계선에 접한 원소를 준금속으로 분류하기도 한다.
기본적으로는 붕소, 규소, 저마늄, 비소, 안티모니, 텔루륨 이 여섯 원소만 준금속으로 표기한다.